# Marie Corbett
Pour les articles homonymes, voir Corbett.
Marie Corbett (née Gray ; 30 avril 1859 – 28 mars 1932) est une suffragiste anglaise, employée du gouvernement local et partisane du Parti libéral.

## Biographie
Née sous le nom de Marie Gray à Kennington, Londres, elle est la fille de George et Eliza Gray de Tunbridge Wells. George Gray était un homme d'affaires prospère qui s'est enrichi en important des fruits et en produisant des confiseries. Lui et sa femme Eliza sont de fervents partisans du Parti libéral et défendent de nombreuses causes progressistes.
En 1881, Marie Gray épouse Charles Corbett, avocat. Corbett est ensuite élu député libéral d'East Grinstead (en) de 1906 à janvier 1910. Ils ont deux filles et un fils. Leurs filles sont Dame Margery Corbett Ashby, militante féministe internationale et candidate libérale au Parlement, et Cicely Corbett Fisher, suffragiste et militante des droits des travailleurs.

## Activité politique
Marie Corbett partage la politique de ses parents et de son mari et elle est une membre fidèle de la |Fédération libérale des femmes (Women's Liberal Federation, WLF). Elle est membre de la branche de Burgess Hill de 1905 à 1909  et elle est parfois présidente de la branche de Danehill et East Grinstead.
Charles Corbett soutient fortement le vote des femmes. Il est partisan au Parlement de l'National Union of Women's Suffrage Societies et un vigoureux militant à l'extérieur. En 1913, il contribue à la création de la branche East Grinstead de la Ligue des hommes pour le droit de vote des femmes. Comme son mari et sa célèbre fille, Marie Corbett est plus radicale sur les questions de droit de vote des femmes que le courant dominant du WLF. Elle est une amie de Louisa Martindale et proche d'autres féministes libérales. 
En 1904, avec Margery et son autre fille Cicely, elle se rend à Berlin pour assister à une conférence internationale sur le droit de vote des femmes et en 1907, toujours avec Margery, elle quitte la WLF pour former le Groupe libéral pour le droit de vote des femmes (Liberal Women's Suffrage Group). Les opinions et la campagne de la famille Corbett sur la question du vote des femmes suscitent souvent l'hostilité dans le quartier traditionnellement conservateur d'East Grinstead. 
Marie et ses deux filles féministes font partie de celles, comme Helen MacRae, Lilla Durham et Mary Sackville, qui fondent la East Grinstead Suffrage Society associée aux suffragettes de la Women's Social and Political Union et prononcent souvent des discours publics sur le sujet des droits des femmes à East Grinstead High Street. À un moment donné, le groupe est bombardé de nourriture pourrie lors d'un défilé dans la ville. 
East Grinstead est traditionnellement un siège conservateur sûr et les foules sont généralement très hostiles. Une enquête réalisée en 1911 suggère que moins de 20 % des femmes d'East Grinstead sont favorables au droit de vote des femmes aux élections parlementaires. Cela est peut-être un facteur dans la perte de son siège par Charles Corbett lors des élections générales de janvier 1910, où le candidat Tory lui inflige une défaite écrasante. En 1908, Marie Corbett devient secrétaire honoraire du Forward Suffrage Movement au sein de la Women's Liberal Federation, un groupe fondé par Eva McLaren et Frances Heron Maxwell pour concentrer les efforts de suffrage des femmes libérales au sein du Parti libéral et à travers le WLF. En tant que déléguée de ce groupe, elle assiste à un congrès à Budapest en 1913 organisé par l'Alliance internationale pour le droit de vote des femmes.

## Travail social du gouvernement local
Mme Corbett défend l'aide aux pauvres. Elle est membre du Conseil des tuteurs d'Uckfield pendant 36 ans, l'une des premières femmes tutrices pauvres et elle est également enregistrée comme étant la première femme à occuper le poste de conseillère de district rural à Uckfield. Dans le cadre de son travail, elle veille à ce que tous les enfants soient retirés du Workhouse et placés dans des familles d'accueil. 
Elle est l'une des fondatrices du Comité d'internement de la Forêt d'Ashdown pour les enfants pauvres. Elle cofonde également et elle est secrétaire de la East Grinstead Women's Soroptimist Society.